# Тейбор (Південна Дакота)
Тейбор (англ. Tabor) — місто (англ. town) в США, в окрузі Бон-Ом штату Південна Дакота. Населення — 407 осіб (2020).

## Географія
Тейбор розташований за координатами 42°56′52″ пн. ш. 97°39′34″ зх. д. / 42.94778° пн. ш. 97.65944° зх. д. (42.947760, -97.659365).  За даними Бюро перепису населення США в 2010 році місто мало площу 0,95 км², уся площа — суходіл.

## Демографія
Згідно з переписом 2010 року, у місті мешкали 423 особи в 172 домогосподарствах у складі 115 родин. Густота населення становила 445 осіб/км².  Було 199 помешкань (209/км²).
Расовий склад населення:
| - 94,8 % — білих - 0,2 % — азіатів - 3,1 % — осіб інших рас |

До двох чи більше рас належало 1,9 %. Частка іспаномовних становила 3,5 % від усіх жителів.
За віковим діапазоном населення розподілялося таким чином: 29,3 % — особи молодші 18 років, 50,1 % — особи у віці 18—64 років, 20,6 % — особи у віці 65 років та старші. Медіана віку мешканця становила 41,4 року. На 100 осіб жіночої статі у місті припадало 96,7 чоловіків;  на 100 жінок у віці від 18 років та старших — 102,0 чоловіків також старших 18 років.
Середній дохід на одне домашнє господарство  становив 49 915 доларів США (медіана — 39 583), а середній дохід на одну сім'ю — 57 627 доларів (медіана — 47 500). Медіана доходів становила 35 469 доларів для чоловіків та 29 844 долари для жінок. За межею бідності перебувало 9,3 % осіб, у тому числі 16,5 % дітей у віці до 18 років та 8,9 % осіб у віці 65 років та старших.
Цивільне працевлаштоване населення становило 221 особа. Основні галузі зайнятості: освіта, охорона здоров'я та соціальна допомога — 29,9 %, виробництво — 18,6 %, транспорт — 10,0 %, роздрібна торгівля — 8,6 %.